# Alain Just Coly
Alain Justinien Coly est un journaliste sénégalais, né le 9 juin 1950 à Bignona (Sénégal). Il collabore à l'Agence Ecofin pour laquelle il couvre l’actualité africaine des télécoms et des nouvelles technologies,. 
Il a commencé sa carrière comme correcteur de presse, puis journaliste et grand reporter au journal Le Soleil à Dakar. Il a également été rédacteur en chef du Réseau des médias francophones pour le compte de l’Agence intergouvernementale de la Francophonie. 

## Biographie
Après des études de Philosophie à l’Université de Nancy II, en France, Alain Coly a acquis par correspondance les bases du journalisme, notamment les techniques de rédaction d’un journal et le secrétariat de rédaction. 

### Le Soleil
À partir de 1976, il a été correcteur de presse pour Le Soleil aux Nouvelles imprimeries du Sénégal (NIS), puis, au Soleil, responsable du service conception et réalisation, adjoint au chef du service Internet, adjoint au chef du service Education, sciences et technologies ; et grand reporter. Il a également été l’un des principaux animateurs et rédacteurs  du supplément « Multimedia » du Soleil et l’un des responsables de son site Internet (jusqu’en 2003). 

### Francophonie
En 2002-2003, Alain Coly a également été rédacteur en chef du Réseau des médias francophones (Réseau MEDIAF) pour le compte de l’Agence intergouvernementale de la Francophonie. 

### Articles
Alain Coly a collaboré à la rédaction de nombreuses publications parmi lesquelles 
- L’Ouest africain (mensuel, 1975-76), stagiaire ;
- Afrique Tribune, mensuel (1979-80) : rédacteur, responsable de la rubrique « Civilisation ».
- Afrique nouvelle, hebdomadaire (1981-83) : collaborateur extérieur (rubriques « Culture » et « Monde », maquettiste de la couverture).
- Waraango, revue culturelle trimestrielle (1982-86) : cofondateur, rédacteur, directeur de la publication et secrétaire de rédaction.

Ses articles ont été publiés, depuis 1975, dans de nombreux journaux et revues, notamment: Bingo (mensuel du monde noir), l'Afrique littéraire et artistique (trimestriel), l’Ouest africain (mensuel), Voix d'Afrique (bimensuel), Afrique Tribune (mensuel), Afrique nouvelle (hebdomadaire), Waraango (trimestriel), la Tribune (hebdomadaire), le Soleil (quotidien),, le Devoir (quotidien, Québec), Franconnex.com (webzine d’information sur les TIC en Afrique). Il a également produit une fiction littéraire (conte) diffusée à la radio Africa n°1 en 1996.
Alain Coly a également rédigé plusieurs rapports et études économiques dans les secteurs des nouvelles technologies, de l’agriculture et des médias. 

### Nouvelles technologies
Dès 1987, Alain Coly a développé une compétence technique et journalistique particulière dans le domaine des nouvelles technologies. Il s’est initié très tôt aux techniques de PAO et de micro-édition, puis dès 1998 à l’Internet. Il a notamment réalisé en 1998 les maquettes de base du premier site web du journal Le Soleil, classé en 1999 par l’hebdomadaire Courrier international parmi les 10 meilleurs sites de la presse mondiale). 

## Auteur
- Écrire sur les enjeux des NTIC (Institut Panos Afrique de l’Ouest/IPAO, 2005)

- Une introduction facile aux micro-ordinateurs (Editions Interbuse, 2006)[7].

- Beyond Boundaries, Cyberspace in Africa, ouvrage collectif dirigé par Melinda B. Robins et Robert L. Hilliard (Editions Heinemann, USA, 2002), dont il a rédigé le chapitre intitulé Sénégal and the Internet.

## Enseignement
Alain Coly a été enseignant vacataire au CESTI en 2006 et 2007. Cours en 1re année (Introduction au journalisme Internet/multimédia) et 4e année (Eléments de journalisme Internet). 
Il a également animé des ateliers de formation pour le compte l’Institut Panos Afrique de l’Ouest : « Mise en place d’un groupe de discussion et d’un bulletin électronique » (2004), « Les médias et les enjeux des TIC » (juillet 2005), « Renforcement des capacités TIC des médias sénégalais » (Dakar, mai 2006)). Il a effectué des travaux de relecture/rewriting pour des publications de l’Institut Panos et d’autres organismes. Il a été, en 2006 et 2008, membre du jury du concours de l’Institut Panos Afrique de l’Ouest pour le meilleur article sur les TIC.